# Axehandle
Axehandle az Amerikai Egyesült Államok északnyugati részén, Oregon állam Jefferson megyéjében elhelyezkedő kísértetváros.
Nevét a favágók által talált törött baltafejről (angolul axehandle) elnevezett Axehandle-forrásról kapta.